# Întoarcerea lui Sherlock Holmes
Întoarcerea lui Sherlock Holmes (în engleză The Return of Sherlock Holmes) este o colecție de 13 povestiri polițiste scrise de Sir Arthur Conan Doyle și avându-l în rolul principal pe faimosul detectiv. Cartea originală a fost ilustrată de Sidney Paget.
Acestea povestiri scurte au fost publicate inițial ca simple povestiri în revista Strand Magazine în perioada 1903-1904, apoi în volum, în 1905, editat de George Newnes Ltd din Anglia.

## Istoric
Cartea a fost publicată pentru prima dată la 7 martie 1905 de către Georges Newnes Ltd. și într-o ediție colonială de Longmans. Tirajul inițial a fost de 30.000 exemplare. Ediția americană publicată de McClure, Phillips & Co. a fost punlicată în alte 28.000 copii.
Aceasta a fost prima colecție despre Sherlock Holmes de după 1893, când Holmes "murise" în "Ultima problemă". După ce a publicat Câinele din Baskerville în 1901-1902 (în care acțiunea se petrecea înainte de moartea lui Holmes), presiunea cititorilor l-a determinat pe Doyle să-și reînvie celebrul său personaj.
Această colecție conține povești a căror acțiune se petrece începând din 1894, oferindu-i lui Holmes prilejul de a-și explica lipsa din această perioadă (1891-1894), denumită "The Great Hiatus", a fost subiect de speculații intense și de analize din partea fanilor entuziaști ai detectivului.
De asemenea, la sfârșitul colecției se află o declarație a doctorului Watson în care se spune că Holmes s-a retras și i-a interzis amicului său să publice orice altă povestire.

## Conținut
Prima povestire din colecție, Casa pustie, este dedicată revenirii la Londra a lui Sherlock Holmes (în 1894, după cum este afirmat acolo), după ce Conan Doyle povestise moartea detectivului (în 1891) în Ultima problemă. Acțiunea din Câinele din Baskerville, publicat între Ultima problemă și Casa pustie, se derulează fictiv înainte de data "morții" detectivului.
| Titlu în limba română                   | Titlu original                              | Prima publicare                       | Publicare în Strand Magazine |
| --------------------------------------- | ------------------------------------------- | ------------------------------------- | ---------------------------- |
| Casa pustie                             | The Adventure of the Empty House            | Collier's Weekly - 26 septembrie 1903 | octombrie 1903               |
| Constructorul din Norwood               | The Adventure of the Norwood Builder        | Collier's Weekly - 31 octombrie 1903  | noiembrie 1903               |
| Omuleții dansatori                      | The Adventure of the Dancing Men            | Strand Magazine                       | decembrie 1903               |
| Biciclistul singuratic                  | The Adventure of the Solitary Cyclist       | Collier's Weekly - 26 decembrie 1903  | ianuarie 1904                |
| Școala de stareți                       | The Adventure of the Priory school          | Collier's Weekly - 30 ianuarie 1904   | februarie 1904               |
| Peter „Cel Negru”                       | The Adventure of Black Peter                | Collier's Weekly - 27 februarie 1904  | martie 1904                  |
| Aventura lui Charles Augustus Milverton | The Adventure of Charles Augustus Milverton | Collier's Weekly - 26 martie 1904     | aprilie 1904                 |
| Cei șase Napoleoni                      | The Adventure of the Six Napoleons          | Collier's Weekly - 30 aprilie 1904    | mai 1904                     |
| Cei trei studenți                       | The Adventure of the Three Students         | Strand Magazine                       | iunie 1904                   |
| Ochelarii de aur                        | The Adventure of the Golden Pince-Nez       | Strand Magazine                       | iulie 1904                   |
| Fundașul dispărut                       | The Adventure of the Missing Three-Quarter  | Strand Magazine                       | august 1904                  |
| Aventura de la Abbey Grange             | The Adventure of the Abbey Grange           | Strand Magazine                       | septembrie 1904              |
| Cea de-a doua pată                      | The Adventure of the Second Stain           | Strand Magazine                       | decembrie 1904               |

## Redactare și surse de inspirație

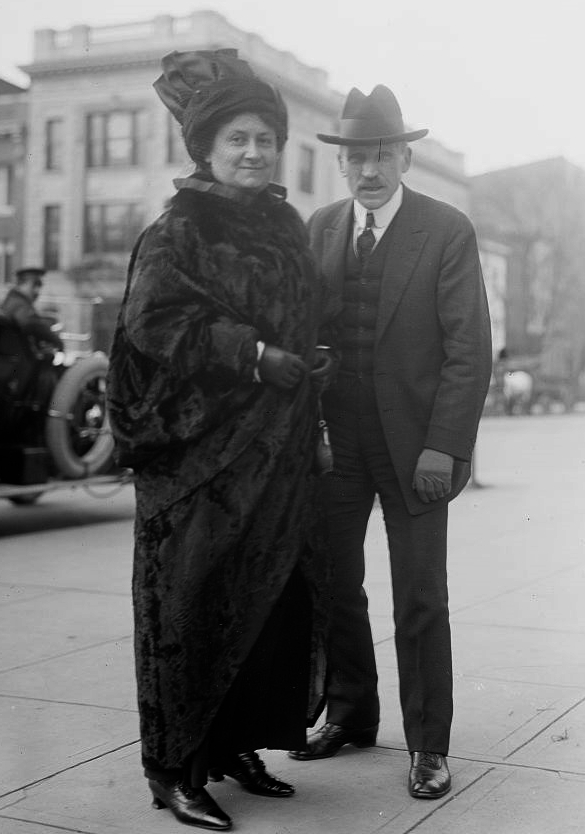
Sam McClure (în dreapta) i-a făcut lui Conan Doyle o ofertă foarte generoasă pentru a obţine « reînvierea » detectivului.

După ce scrisese Câinele din Baskerville, Arthur Conan Doyle era foarte reticent față de ideea de a-l « reînvia » pe Sherlock Holmes și de a scris din nou un volum cu cazurile investigate de detectiv . Totuși, presiunea cititorilor amatori de aventuri « holmesiene » era foarte importantă și Sam McClure, fondatorul revistei McClure's Magazine, i-a făcut o ofertă foarte generoasă autorului: Conan Doyle va fi plătit cu 25.000 £ dacă accepta să redacteze șase aventuri noi ale detectivului dintre care prima să fie consacrată revenirii lui Holmes la Londra, detectivul supraviețuind luptei sale cu profesorul Moriarty. Suma propusă a fost crescută la 30.000 £ pentru opt povestiri și la 45.000 £ pentru 13 povestiri.
În ciuda ofertei greu de refuzat, Conan Doyle a ezitat înainte să acepte. Autorul păstra o amintire neplăcută de la redactarea Memoriilor lui Sherlock Holmes cu zece ani înainte: obligația de a termina în fiecare lună o nouă povestire devenise o sursă de stres și de epuizare din cauza lipsei de inspirație. Autorul, care avusese probleme în viața sa familială, nu a vrut să retrăiască o experiență similară deoarece soția sa Louise Hawkins (alintată « Touie ») avea probleme de sănătate. Totuși, Conan Doyle a vrut să dovedească faptul că era încă capabil să scrie povestiri bune ca și în urmă cu zece ani și a acceptat în final oferta lui McClure pentru 13 povestiri.

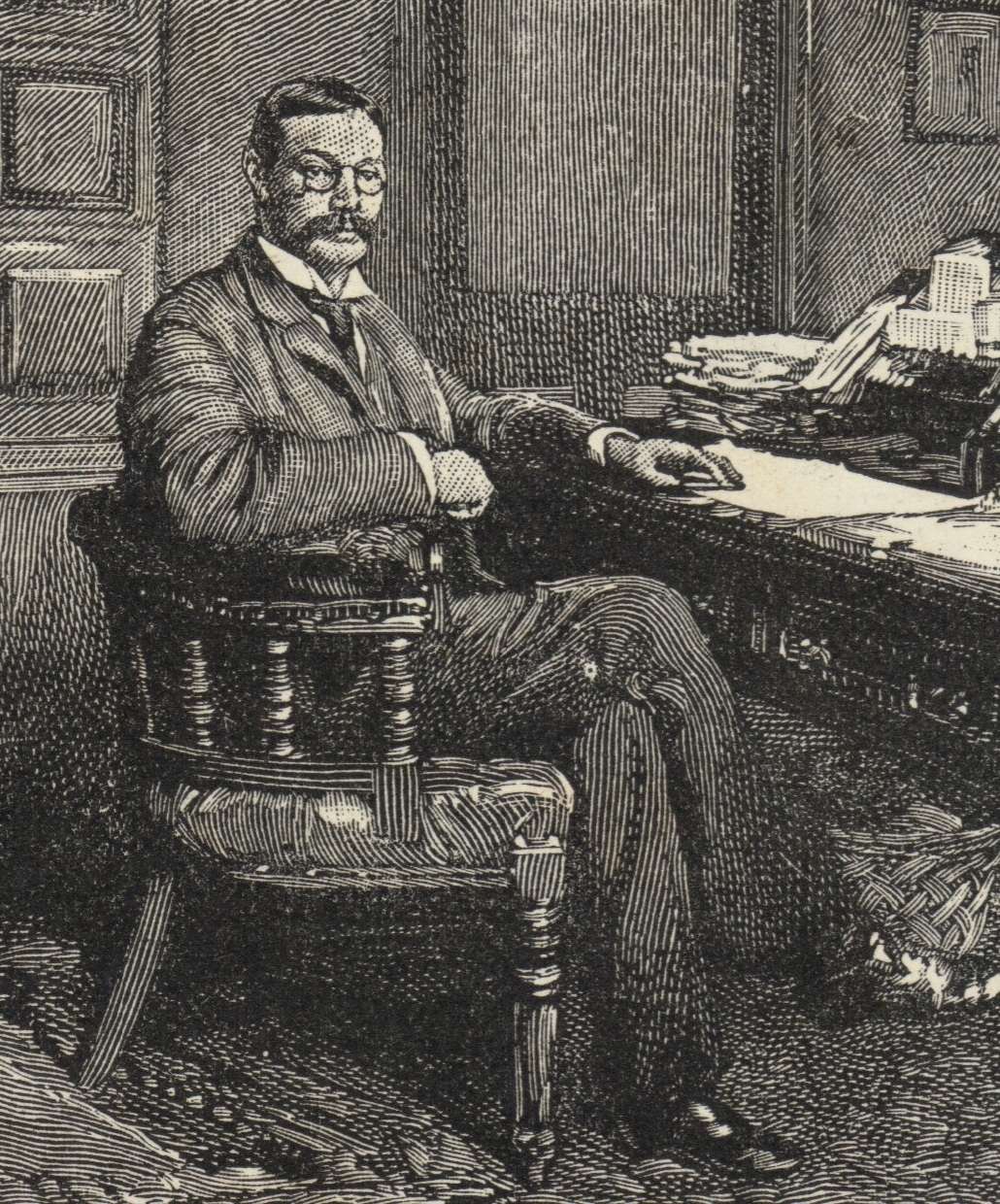
Greenhough Smith, directorul revistei Strand Magazine, s-a arătat dezamăgit de noile povestiri din ciclul Întoarcerea lui Sherlock Holmes.

Redactarea a devenit repede o experiență neplăcută ca și în trecut. În plus, editorii revistei Strand Magazine, care a publicat povestirile în Marea Britanie, s-au arătat dezamăgiți de calitatea primelor aventuri. După ce redactase trei din cele 13 povestiri, Conan Doyle i-a mărturisit directorului revistei reticența sa de a continua redactarea celorlalte povestiri prevăzute, dar abandonarea era imposibilă deoarece autorul semnase un contract pentru 13 povestiri și trebuia să-și onoreze angajamentul. Radactarea a continuat deci, iar Conan Doyle a reușit să-și finalizeze sarcina în ciuda lipsei permanente de inspirație: el a scris în corespondența sa: « A găsi enigme, asta mă ucide ». Totuși, el s-a forțat să redacteze aventuri satisfăcătoare, pentru a realiza cazuri ale detectivului « demne de el » după propriile cuvinte. Sarcina era cu atât mai dificilă cu cât Conan Doyle trebuia să găsească originalitatea respectând « modelul » povestirilor holmesiene pentru a fi plăcute cititorilor, deci trebuia să inventeze aventuri noi păstrând o anumită « uniformitate ». Conan Doyle și-a cerut scuze directorului revistei Strand din cauza inevitabilei « lipse de prospețime » a noilor povestiri și i-a spus: « Tot ce se poate face, este să încerc să realizez povestiri pe care publicul să le găsească bune și originale dacă el cunoscuse anterior altele ». Hotărât să nu mai scrie niciodată aventurile detectivului (ceea ce se va întâmpla oricum), autorul a evocat retragerea din activitate a detectivului în cea de-a treisprezecea povestire intitulată Cea de-a doua pată.
Potrivit lui James McCearney, biograful autorului, Conan Doyle a reușit să redacteze aventuri de o calitate la fel de bună ca și cele anterioare, deși lipsa de inspirație se resimțea în asemănările care se găsesc între Cei șase Napoleoni și Aventura rubinului albastru, sau în rezultatul din Cea de-a doua pată și Tratatul naval. Mai mult decât atât, în Școala de stareți și Aventura lui Charles Augustus Milverton, Sherlock Holmes sfidează legea, iar Conan Doyle s-a inspirat aici din personajul Arthur J. Raffles, un personaj precursor al lui Arsène Lupin creat de cumnatul său Ernest William Hornung.

## Traduceri în limba română
- Întoarcerea lui Sherlock Holmes (Ed. Aldo Press, București, 2004) - traducere de Silvia Stan
- Întoarcerea lui Sherlock Holmes - în volumul "Aventurile lui Sherlock Holmes. Vol. III" (Colecția Adevărul, București, 2010) - traducere de Silvia Stan
- Întoarcerea lui Sherlock Holmes - în volumul "Aventurile lui Sherlock Holmes. Vol. III" (Colecția Adevărul, București, 2011) - traducere de Silvia Stan